# Talleres en el Torneo Argentino A
Talleres jugó 4 temporadas en el Torneo Argentino A: la temporada 2009/10, la 2010/11, la 2011/12 y la 2012/13. Desde el 13 de junio de 2009, cuando Los Andes goleó 3 por 0 a Atlético de Rafaela y condenó al descenso a Talleres, que empató 1-1 contra Quilmes en Buenos Aires; hasta el 6 de mayo de 2013 cuando Talleres venció a San Jorge por el Argentino A y Santamarina ayudó superando a Maipú, 1.423 días de participaciones en la tercera categoría del fútbol argentino, Talleres jugaba por primera vez en esta categoría desde su fundación.
Talleres regresó por dos temporadas a la tercera división, en 2014, pero jugando en el nuevo torneo llamado Torneo Federal A.

## Total de partidos

### Resumen
Talleres terminó invicto en el undecagonal que lo premió con el primer ascenso a la B Nacional. Sumó 24 puntos en 10 partidos, de los cuales ganó siete y empató tres. Tuvo 15 goles a favor y seis en contra (fue el equipo menos goleado) con una diferencia favorable de nueve tantos. No pudo concluir como el equipo más goleador del reducido porque lo superaron San Jorge (21 tantos), Club Sportivo Belgrano (19) y Santamarina (16), pero tuvo en sus filas al máximo artillero del equipo y del campeonato: Gonzalo Klusener (25 goles). 
146 partidos son los que debió jugar durante sus cuatro temporadas en el Torneo Argentino A: 36 en las 2009/10, 38 en las 2010/11 y 2011/12, y 34 en la 2012/13. Ganó 67 encuentros, empató 43 y perdió 36. Jugó 73 como local y el mismo número de visitante.

### Tabla
| Temporada | PJ | PG | PE | PP | GF | GC |
| --------- | -- | -- | -- | -- | -- | -- |
| 2009/10   | 36 | 17 | 10 | 9  | 56 | 37 |
| 2010/11   | 38 | 18 | 5  | 15 | 61 | 51 |
| 2011/12   | 38 | 12 | 18 | 8  | 58 | 46 |
| 2012/13   | 34 | 20 | 10 | 4  | 57 | 29 |

## Entrenadores
Talleres tuvo 6 entrenadores distintos a lo largo de su estadía en el Torneo Argentino A. Desde Saporiti, que se hizo cargo del club tras el descenso, hasta Sialle, que fue el que consiguió el retorno tan esperado a la segunda categoría.
| Entrenador               | Año         | PJ | PG | PE | PP |
| ------------------------ | ----------- | -- | -- | -- | -- |
| Roberto Marcos Saporiti  | 2009        | 16 | 7  | 4  | 5  |
| Andrés Rebottaro         | 2009 - 2010 | 20 | 10 | 6  | 4  |
| Héctor Arzubialde        | 2010 - 2011 | 22 | 12 | 2  | 8  |
| Héctor Chazarreta (int.) | 2011        | 2  | 0  | 1  | 1  |
| Gustavo Coleoni          | 2011        | 15 | 6  | 3  | 6  |
| José María Bianco        | 2011        | 11 | 2  | 6  | 3  |
| Arnaldo Sialle           | 2011 - 2013 | 59 | 29 | 21 | 9  |

## Goleadas
Su mayor goleada a favor fue en la temporada 2012/13, cuando superó de local por 4 a 0 a San Jorge y 5 a 1 cuando le ganó a Libertad de Sunchales. Su peor goleada en contra fue el 5 a 1 que lo dejó al borde de la eliminación en la Temporada 2010/11 ante Guillermo Brown de Puerto Madryn, que terminaría ascendiendo de la mano de quien luego sería el DT de Talleres Arnaldo Sialle.

## Asistencia

### General
Talleres llevó un promedio de 25000 personas contando todos los partidos de los 4 campeonatos, desde la Temporada 2009/10 cuando llevaba 20000 personas y contaba con 15000 socios, debutando ante 35000 espectadores, hasta la 2012/13, cuando en los partidos importantes pasaba los 45000 hinchas y contaba con 25000 socios. El número máximo de gente que llevó a la cancha fue en el partido por el Undecagonal del Torneo Argentino A 2012/13 cuando le ganó a San Jorge de Tucumán por 1 a 0; hubo 62000 hinchas en el Estadio Mario Alberto Kempes, lo que provocó varios récords: el de mayor cantidad de espectadores en un partido de Talleres y en un partido del Torneo Argentino A

### Partidos más convocantes[5]
| Rival           | Espectadores | Temporada |
| --------------- | ------------ | --------- |
| San Jorge       | 62.000       | 2012/13   |
| San Martín (T)  | 45.000       | 2012/13   |
| Douglas Haig    | 38.000       | 2011/12   |
| Central Córdoba | 35.000       | 2011/12   |
| Racing (C)      | 23.000       | 2011/12   |
| Santamarina     | 22.000       | 2011/12   |

## Mejores jugadores
Aunque en el ascenso se destacaron Diego Aguiar, Gonzalo Klusener, Gabriel Carabajal y Javier Villarreal, entre otros, hubo jugadores con paso destacado por el club en los 4 años:

### Jugadores con más partidos
Agustín Díaz, Ivo Hongn y Leandro Requena fueron los únicos jugadores presentes en las 4 temporadas, aunque el "Tin" fue el único que convirtió goles.
| Jugador          | Cantidad | Temporadas |
| ---------------- | -------- | ---------- |
| Agustín Díaz     | 97       | 4          |
| Guillermo Cosaro | 73       | 3          |
| Claudio Riaño    | 66       | 2          |

### Jugadores con más goles
| Jugador          | Cantidad | Temporadas |
| ---------------- | -------- | ---------- |
| Claudio Riaño    | 28       | 2          |
| Gonzalo Klusener | 25       | 1          |
| Sebastián Sáez   | 19       | 1          |